# 八七会议

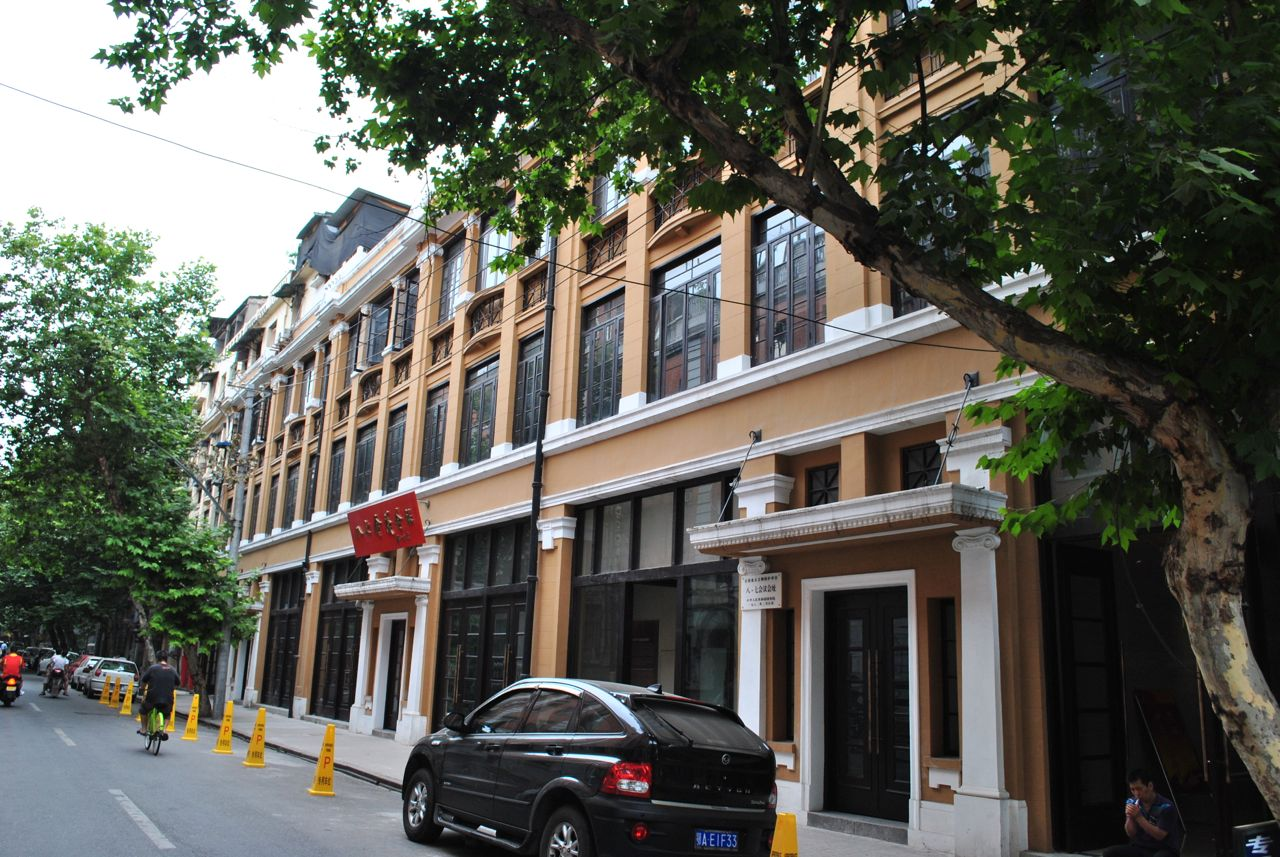
八七会议旧址

八七会议是对中国共产党于1927年8月7日在汉口一幢公寓举行的中央紧急会议的称呼。1927年四一二事件後，中共被國民黨右派清除出黨。1927年7月12日，根据共产国际训令组成的临时中央政治局常务委员会（张国焘、周恩来、李维汉、李立三、张太雷、邓小平；7月25日增加瞿秋白）召集会议。会议主题为清算中共中央总书记陈独秀的错误，确定以后的方针。

## 概述
1927年8月7日，中共中央在汉口召开紧急会议（即“八七”会议）:6，在共产国际的指示下，按照临时中央成立时的决定，会议开了一天。出席会议的有中央委员8人，候补中委3人及其他方面代表共21人。會議由瞿秋白、李維漢主持:97。鄧小平作為中央秘書列席，會議批判陳獨秀右傾投降主義，總結大革命失敗經驗教訓，確定土地革命和武裝反抗中國國民黨之總方針:6。
共产国际代表罗明纳兹和纽曼、洛蜀莫娃也参加了会议。总书记陈独秀缺席。周恩来因率领八一南昌起义部队也缺席。共产国际驻中国代表罗明纳兹主持会议，议程有三项：
1. 讨论共产国际代表的报告及《告全党党员书》。确定了今后的总方针：土地革命和武装反抗国民党。毛泽东在会上提出了“枪杆子里面出政权”的著名论断。这次会议是中国共产党历史的一个转折点。此后开始了中国共产党武装夺取政权的斗争。
2. 瞿秋白报告与相关决议。
3. 选举产生了新的“临时中央政治局”。按得票多少排序：苏兆征、向忠发、瞿秋白、罗亦农、顾顺章、王荷波、李维汉、彭湃、任弼时等9人当选为正式委员；邓中夏、周恩来、毛泽东、彭公达、李立三、张太雷、张国焘等7人当选为候补委员。

八七会议会址在原汉口俄租界三教街41号（现鄱阳街139号），苏联农业顾问罗卓莫夫住所。

## 后续
8月9日，在临时中央政治局第一次会议上，瞿秋白、李维汉、苏兆征三人被选为政治局常委，决定瞿秋白兼管农委、宣传部，并任党报总编辑；苏兆征兼管职工运动委员会；李维汉兼管组织部和秘书厅；军事部由周恩来负责，部务由秘书王一飞负责；妇女部由杨之华负责；交通局由顾顺章负责；出版局暂由郑超麟、汪原放负责，成员有彭礼和、毛泽民、倪忧天。
9月23日，临时政治局常委会讨论干部调动与组织问题。决定由罗亦农任中共中央组织部部长、副部长陈乔年，秘书5人：杨匏安、陈佑魁、叶文龙、庄文恭、王若飞；成立中央特别委员会，负责筹集党的经费和保护中央领导人安全，顾顺章为负责人，成员有：李维汉、罗亦农、李强，直属中央常委会领导。9月底至10月10日，中共中央领导机关陆续迁往上海，增设北方局、长江局、南方局。
职工运动委员会由苏兆征负责，戴卓民任秘书，成员有：陈寿昌、李震瀛、李涤生、郑复他、项英、黄平、李立三。
政治纪律委员会由任弼时负责，成员有李立三、邓中夏、张太雷、李维汉。
交通局由顾顺章负责，总交通：张宝泉，外交主任：王凯、戴琨，交通员：石琼、顾玉良。
周恩来为主任的军事委员会，成员有：张太雷、黄平、赵自胜、黄锦辉、杨殷，秘书：潘兆銮。
11月9日至10日，中央临时政治局在瞿秋白主持下，于上海召开中共中央临时政治局扩大会议，出席会议的有苏兆征、李维汉、罗亦农、顾顺章、任弼时、邓中夏、周恩来、张太雷、张国焘、李立三、蔡和森、彭述之、项英、贺昌、任旭、邓恩铭、张景曾、李子芬、共产国际代表罗明纳兹、纽曼。会议实行惩办主义政策，将毛泽东、彭公达、张国焘开除临时政治局候补委员，增选周恩来、罗亦农为中央临时政治局常委。后来增加项英为常委。
11月14日，中央临时政治局召开常委会议，决定调整中央组织机构：不设部，在中央常委会下设立
- 组织局（相当于中共中央书记处），由罗亦农、周恩来、李维汉组成，罗亦农为主任。不久，罗亦农代表中央去武汉指导工作，周恩来代理组织局主任。李维汉兼任中央常委会秘书长。邓小平任组织局秘书。熊瑾玎为会计。张宝泉、张人亚为内交主任，王凯、吴德峰为外交主任。下设：
  - 文书科（陳馨负责）
  - 交通科（戴琨负责）
  - 会计科（龚饮冰负责）
  - 组织科（汪泽楷负责）
  - 调查科（柳直荀负责）
  - 出版分配科（郑超麟负责）
  - 宣传科（尹宽、华岗负责）
  - 军事科（李鸣珂、周恩来负责）
  - 特务科（顾顺章负责）
  - 油印处（李宇超负责）
  - 妇女运动委员会：杨之华任妇委主任
- 职工运动委员会，苏兆征兼主任。成员：向忠发、郑复他、王藻文、陈郁、项英、胡景鄂、万兴、黄五一、李立三、黄平、郭亮、许白昊、周文雍、张昆弟，罗章龙为秘书。
- 党报委员会，瞿秋白兼主任[7]。《布尔什维克》杂志的编委有：瞿秋白、郑超麟、罗亦农、蔡和森、邓中夏、任旭、张太雷、任卓宣、黄平、毛泽东、周以栗、恽代英、王一飞、陆定一、周恩来、尹宽、王若飞、罗绮园、李立三、夏之栩（女）、刘昌群、李富春、罗章龙、任弼时、刘伯庄、夏曦。曹典琦、张采真为编辑。

## 影視作品
- 2013年電影《风云1927》
- 2017年电影《建军大业》

### 书目
- 中共中央党史研究室编：《中共党史大事记》，中共党史出版社